# أليس داي برات
أليس داي برات (بالإنجليزية: Alice Day Pratt)‏ هي كاتِبة أمريكية، ولدت في 16 يونيو 1872، وتوفيت في 11 يناير 1963 في نيويورك في الولايات المتحدة.